# John Van Tongeren
John Warrington Van Tongeren est un compositeur de musiques de films. Il travaillait au studio Media Ventures.

## Filmographie
- 1985 : Perfect de James Bridges, Transatlantic
- 1985 : Fast Forward de Sidney Poitier
- 1986 : Playing for Keeps de Bob Weinstein et Harvey Weinstein, It's Not Over
- 1986 : Les Aventures des Galaxy Rangers de Robert Mandell (série télévisée)
- 1986 : American Anthem d'Albert Magnoli, Love and Loneliness
- 1988 : Comme un cheval fou (Fresh Horses) de David Anspaugh, It's Not Over Til It's Over
- 1991 : Mannequin: On the Move de Stewart Raffill, Do It For Love et Wake Up
- 1992 : Fathers & Sons (Un fils en danger) de Paul Mones, The Riddle
- 1993 : True Romance de Tony Scott (musique de Hans Zimmer, musiques additionnelles)
- 1994 : Drop Zone de John Badham (musique de Hans Zimmer, musiques additionnelles)
- 1994 : Speed de Jan De Bont (musique de Mark Mancina, musiques additionnelles)
- 1994 : Opération Shakespeare de Penny Marshall (musique de Hans Zimmer, musiques additionnelles)
- 1994 : Mon ami Dodger de Franco Amurri (musique de Mark Mancina, musiques additionnelles)
- 1995 : Au-delà du réel : L'aventure continue de Leslie Stevens (série télévisée)
- 1995 : Assassins de Richard Donner (musique de Mark Mancina, musiques additionnelles)
- 1995 : Money Train de Joseph Ruben (musique de Mark Mancina, musiques additionnelles)
- 1995 : Fair Game d'Andrew Sipes (musique de Mark Mancina, musiques additionnelles)
- 1995 : Major Payne de Nick Castle (musique de Craig Safan, programmation synthétiseur)
- 1996 : Poltergeist : Les Aventuriers du surnaturel de Richard Barton Lewis (série télévisée)
- 1996 : Moll Flanders, ou les mémoires d'une courtisane de Pen Densham (musique de Mark Mancina, musiques additionnelles)
- 1997 : Speed 2 : Cap sur le danger de Jan De Bont (musique de Mark Mancina, arrangements)
- 1998 : Créature de Stuart Gillard (téléfilm)
- 1998 : Les 7 mercenaires de Christopher Cain (série télévisée, co-compositeur avec Don Harper)
- 1998 : Armageddon de Michael Bay (musique de Trevor Rabin et Harry Gregson-Williams, musiques additionnelles et programmation)
- 1998 : Jack Frost de Troy Miller (musique de Trevor Rabin, chef et orchestrateur)
- 2000 : En lettres de sang de Bradley Battersby
- 2001 : La Légende de Tarzan de Troy Adomitis (série télévisée, co-compositeur avec Don Harper)
- 2002 : Hoshi no Kirby de Michael Haigney (série télévisée)
- 2002 : xXx de Rob Cohen (musique de Randy Edelman, orchestrateur)
- 2003 : Malibu's Most Wanted de John Whitesell
- 2003 : Don : Plain & Tall de Scott Peters
- 2003 : Les Cheetah Girls d'Oz Scott (téléfilm)
- 2003 : Teenage Mutant Ninja Turtles de Marty Eisenberg (série télévisée)
- 2004 : Jesus the Driver de Bradley Battersby
- 2004 : Van Helsing, mission à Londres de Sharon Bridgeman (téléfilm)
- 2004 : Les 4400 de Scott Peters (série télévisée)
- 2004 : The Five People You Meet in Heaven de Lloyd Kramer (téléfilm, musique de David Hirschfelder, musiques additionnelles)
- 2004 : La Passion du Christ de Mel Gibson (musique de John Debney, programmation synthétiseur)
- 2005 : Miss Détective 2 - Divinement armée de John Pasquin
- 2005 : Des amours de sœurcières de Stuart Gillard (téléfilm)
- 2005 : Empire de John Gray (série télévisée)
- 2005 : Wanted de Guy Norman Bee (série télévisée)
- 2005 : Le Fils du Mask de Lawrence Guterman (musique de Randy Edelman, musiques additionnelles)
- 2006 : Initiation of Sarah de Stuart Gillard (téléfilm)
- 2006 : Thief de John David Coles (série télévisée)
- 2007 : À la recherche de Noël (Christmas Is Here Again)
- 2007 : Twitches Too de Stuart Gillard (téléfilm)
- 2007 : Masters of Science Fiction de Michael Tolkin (série télévisée)
- 2008 : Christmas Is Here Again de Robert Zappia
- 2008 : Wargames: The Dead Code de Stuart Gillard (téléfilm)
- 2010 : Bienvenue chez les scouts de Mark L. Taylor (téléfilm)
- 2011 : Zack et Cody, le film de Sean McNamara (téléfilm)
- 2013 : Arnaque à la carte de Jonathan Judge (téléfilm)
- 2014 : The Tom and Jerry Show (série télévisée)

## Autre collaboration
- 1995 : Stacey Q's Greatest Hits (Thump! Records)

## Récompenses et nominations
- 2000 : Gemini Awards, Best Original Music Score for a Dramatic Series, Au-delà du réel (1995)
- 2001 : Gemini Awards, Best Original Music Score for a Dramatic Series, Au-delà du réel (1995)
- 2005 : BMI Film & TV Awards, BMI Cable Award Les 4400 (2004)